# Granivorismo

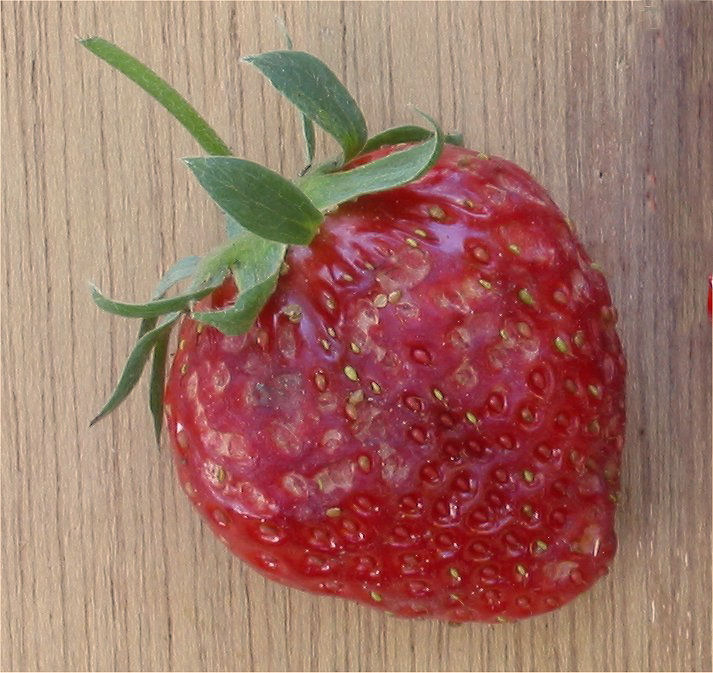
Un fruto accesorio del agregado de fresa dañado por un ratón que comió las semillas (aquenios).

El granivorismo, a menudo denominado granivoría, es un tipo de interacción planta-animal en la que los granívoros (depredadores de semillas) se alimentan de las semillas de las plantas como fuente principal o exclusiva de alimento, en muchos casos dejando las semillas dañadas y no viables. Los granívoros se encuentran en muchas familias de vertebrados (especialmente mamíferos y aves), así como en invertebrados (principalmente insectos); por lo tanto, la depredación de semillas ocurre en prácticamente todos los ecosistemas terrestres.
La depredación de semillas se divide comúnmente en dos categorías temporales distintivas, depredación anterior y posterior a la dispersión, que afectan la aptitud de la planta parental y de la descendencia dispersada (la semilla), respectivamente. La mitigación de la depredación previa y posterior a la dispersión puede implicar diferentes estrategias. Para contrarrestar la depredación de semillas, las plantas han desarrollado defensas físicas (por ejemplo, la forma y la dureza de la cubierta de la semilla) y defensas químicas (compuestos secundarios como taninos y alcaloides). Sin embargo, a medida que las plantas han desarrollado defensas de semillas, los depredadores de semillas se han adaptado a las defensas de las plantas (por ejemplo, la capacidad de desintoxicar compuestos químicos). Así pues, de esta relación dinámica surgen muchos ejemplos interesantes de coevolución.

## Las semillas y sus defensas

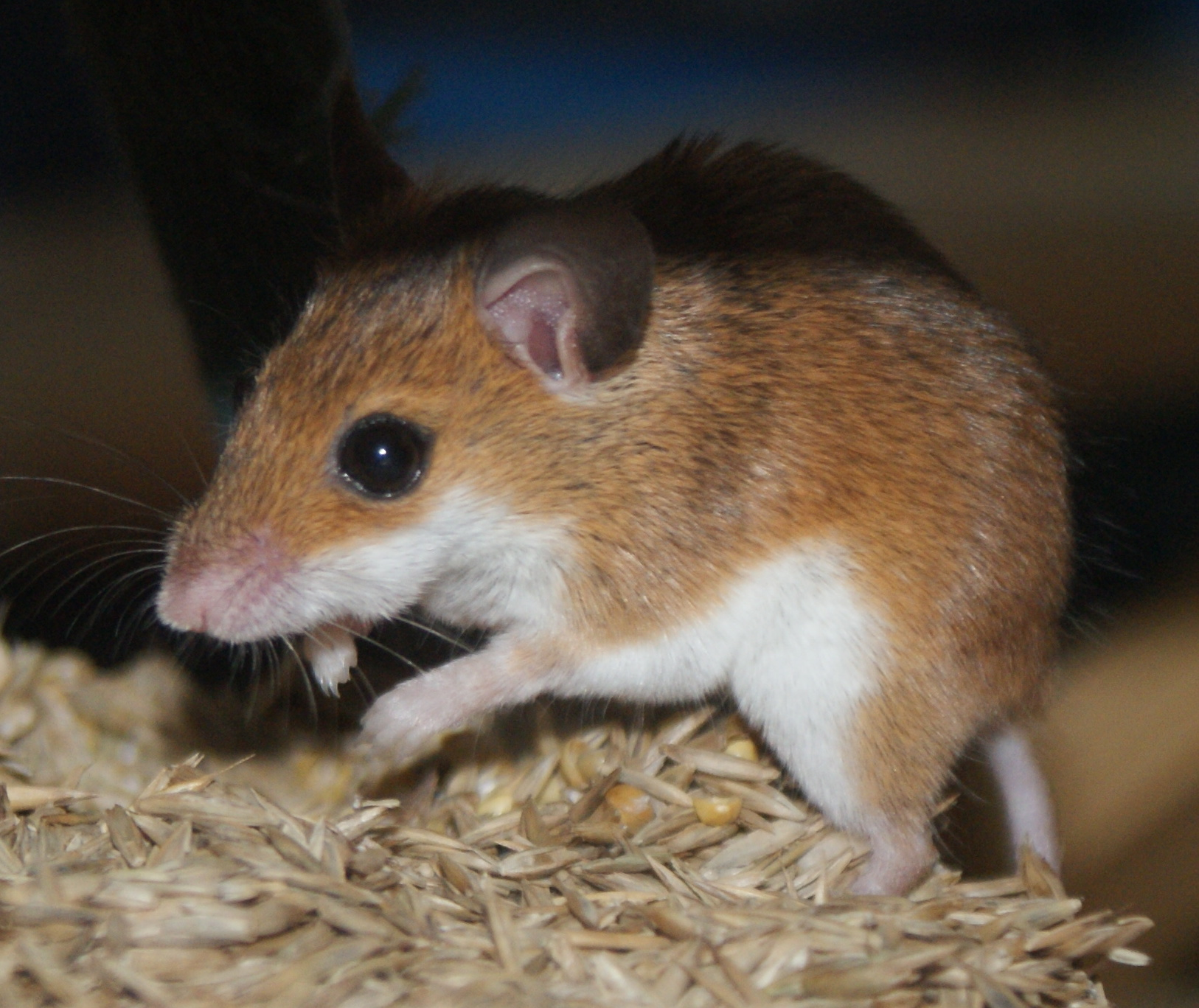
Ratón comiendo semillas

Las semillas de plantas son fuentes importantes de nutrición para los animales en la mayoría de los ecosistemas. Las semillas contienen órganos de almacenamiento de alimentos (por ejemplo, el endospermo) que proporcionan nutrientes al embrión de la planta en desarrollo (cotiledón). Esto hace que las semillas sean una fuente de alimento atractiva para los animales porque son una fuente de nutrientes altamente concentrada y localizada en relación con otras partes de la planta.
Las semillas de muchas plantas han desarrollado una variedad de defensas para disuadir a la depredación. Las semillas a menudo están contenidas dentro de estructuras protectoras o pulpa de fruta que encapsulan las semillas hasta que maduran. Otras defensas físicas incluyen espinas, pelos, cubiertas fibrosas de las semillas y endospermo duro. Las semillas, especialmente en zonas áridas, pueden tener una cubierta mucilaginosa que puede pegar la tierra a la semilla, ocultándola de los granívoros.
Algunas semillas han desarrollado fuertes compuestos químicos antiherbívoros. A diferencia de las defensas físicas, las defensas químicas de las semillas disuaden el consumo mediante sustancias químicas que son tóxicas o desagradables para los granívoros o que inhiben la digestibilidad de las semillas. Estos productos químicos incluyen aminoácidos no proteicos tóxicos, glucósidos cianogénicos, inhibidores de proteasa y amilasa y fitohemaglutininas. Las plantas pueden enfrentarse a disyuntivas entre la asignación a las defensas y el tamaño y número de semillas producidas.
Las plantas tienen la capacidad de disminuir la intensidad de la depredación de semillas al provocar que estas sean escasas, ya sea en términos espaciales o temporales, para los granívoros. Se sugiere la hipótesis de que la dispersión de semillas a una distancia considerable de la planta madre contribuye a mitigar la severidad de la depredación de semillas. La depredación de semillas es un ejemplo de cómo las poblaciones de plantas pueden regular temporalmente la gravedad de la depredación de semillas. El término "masting" se refiere a una abundancia concertada de producción de semillas seguida de un período de escasez. Esta estrategia tiene el potencial de regular el tamaño de la población de depredadores de semillas.

## Depredación de semillas vs. dispersión de semillas
Las adaptaciones para defender las semillas de la depredación pueden afectar la capacidad de las semillas para germinar y dispersarse. Por lo tanto, las adaptaciones antidepredadores a menudo ocurren en un conjunto de adaptaciones para una historia de vida particular de una semilla. Por ejemplo, las plantas de chile disuaden selectivamente a los depredadores de semillas de mamíferos y a los hongos usando capsaicina, que no disuade a los dispersores de semillas de las aves porque los receptores del gusto de las aves no se unen a la capsaicina. Las semillas de chile, a su vez, tienen mayor supervivencia si pasan a través del estómago de un ave que si caen al suelo.

## Pre y post dispersión
La depredación de semillas puede suceder tanto antes como después de que estas sean dispersadas.

### Pre-dispersión
La depredación de semillas antes de su dispersión se refiere al proceso en el cual las semillas son extraídas de la planta madre antes de ser dispersadas. Este fenómeno se ha documentado principalmente en invertebrados, aves y roedores granívoros que cosechan frutos directamente de árboles y plantas herbáceas. Por otro lado, la depredación de semillas que ocurre después de la dispersión se manifiesta una vez que las semillas han sido liberadas de la planta madre. Entre los depredadores más comunes en esta etapa se encuentran aves, roedores y hormigas. Además, la depredación postdispersión puede dividirse en dos fases distintas: la depredación de la "lluvia de semillas" y la depredación del "banco de semillas". La primera se produce cuando los animales consumen semillas que han sido liberadas y que generalmente se encuentran cerca de la superficie del suelo, mientras que la segunda ocurre una vez que las semillas han sido enterradas en el suelo. Sin embargo, existen importantes depredadores vertebrados previos a la dispersión, especialmente aves y pequeños mamíferos.

### Post-dispersión
La depredación de semillas posterior a la dispersión es extremadamente común en prácticamente todos los ecosistemas. Dada la heterogeneidad tanto en el tipo de recurso (semillas de diferentes especies), calidad (semillas de diferentes edades y/o diferente estado de integridad o descomposición) y ubicación (las semillas están dispersas y ocultas en el entorno), la mayoría de los depredadores posteriores a la dispersión tienen hábitos generalistas. Estos depredadores pertenecen a una gama diversa de animales, como hormigas, escarabajos, cangrejos, peces, roedores y aves. El conjunto de depredadores de semillas posteriores a la dispersión varía considerablemente entre ecosistemas. Una semilla dispersada es la primera etapa de vida independiente de una planta, por lo tanto, la depredación de semillas posterior a la dispersión es el primer evento de mortalidad potencial y una de las primeras interacciones bióticas en el ciclo de vida de una planta.

### Diferencias
La depredación de semillas tanto antes como después de la dispersión es común. Los depredadores previos a la dispersión se diferencian de los depredadores posteriores a la dispersión en que, en la mayoría de los casos, son especialistas y están adaptados a recursos agrupados (en la planta). Utilizan señales específicas como la química de la planta (compuestos volátiles), el color y el tamaño para localizar las semillas, y sus ciclos de vida cortos a menudo coinciden con la producción de semillas por parte de la planta huésped. Los grupos de insectos que contienen muchos depredadores de semillas antes de la dispersión son los coleópteros, los hemípteros, los himenópteros y los lepidópteros.

## Efectos sobre la demografía de las plantas
La compleja relación entre la depredación de semillas y la demografía de las plantas es un tema importante de los estudios de interacción planta-animal. La estructura y el tamaño de la población de plantas a lo largo del tiempo están estrechamente relacionados con la eficacia con la que los depredadores de semillas localizan, consumen y dispersan las semillas. En muchos casos, esta relación depende del tipo de depredador de semillas (especialista vs. generalista) o del hábitat particular en el que se produce la interacción. El papel de la depredación de semillas en la demografía de las plantas puede ser perjudicial o, en casos particulares, realmente beneficioso para las poblaciones de plantas.[cita requerida]
El modelo de Janzen-Connell analiza cómo la densidad y la supervivencia de las semillas responden a la distancia del árbol padre y a las tasas diferenciales de depredación de semillas. Se plantea la hipótesis de que la densidad de semillas disminuye a medida que aumenta la distancia desde el árbol padre. Se predice que la depredación de semillas será mayor allí donde las semillas son más abundantes debajo del árbol padre. Se prevé que a medida que aumenta la distancia desde el árbol padre, la abundancia de semillas y, por lo tanto, la depredación de semillas disminuyan a medida que aumenta la supervivencia de las semillas.
El grado en el cual la depredación de semillas influye en las poblaciones de plantas puede variar dependiendo de si una especie de planta está limitada a un sitio seguro o limitada a semillas. Si una población está limitada a un sitio seguro, es probable que la depredación de semillas tenga poco impacto en el éxito de la población. En sitios seguros con poblaciones limitadas, una mayor abundancia de semillas no se traduce en un mayor reclutamiento de plántulas. Sin embargo, si una población está limitada por semillas, la depredación de semillas tiene más posibilidades de afectar negativamente a la población de plantas al disminuir el reclutamiento de plántulas. Maron y Simms encontraron poblaciones limitadas por sitios seguros y por semillas, dependiendo del hábitat en el que se producía la depredación de semillas. En los hábitats de dunas, los depredadores de semillas (ratones ciervos) limitaban el reclutamiento de plántulas en la población, lo que afectaba negativamente a la misma. Sin embargo, en el hábitat de pastizales, el depredador de semillas tuvo poco efecto sobre la población de plantas porque estaba limitado a un sitio seguro.
En muchos casos, los depredadores de semillas apoyan a las poblaciones de plantas dispersando las semillas lejos de la planta madre, lo que en efecto favorece el flujo genético entre poblaciones. Otros depredadores de semillas recolectan semillas y luego las almacenan o esconden para consumirlas más tarde. En el caso de que el depredador de semillas no pueda localizar la semilla enterrada u oculta existe la posibilidad de que posteriormente germine y crezca, favoreciendo la dispersión de la especie. Los depredadores de semillas generalistas (vertebrados) también pueden ayudar a la planta de otras maneras indirectas, por ejemplo, induciendo un control de arriba hacia abajo sobre los depredadores de semillas específicos del huésped (denominado "depredación intra-gremio"), y de esa manera anulando los efectos de tipo Janzen-Connell y beneficiando así a la planta en competencia con otras especies de plantas.